# Sierra de los Tajos del Sabar
La sierra de los Tajos del Sabar, también llamada sierra de Sabar o del Sabar, es un conjunto montañoso de la provincia de Málaga, en Andalucía, España. Se trata de una de las sierras de la comarca de La Axarquía que enlazan el Arco Calizo Central con la Sierra de Tejeda. 
Situada junto al río Sabar, afluente del río Vélez, del cual toma su nombre, consta de varias subunidades separadas por enormes tajos, y ocupa una extenisión de unos 10 km². Los principales picos son el Alto de Doña Ana, de 1.202 m s. n. m., el Tajo de Gómer, de 1.129 m s. n. m., y el Tajo del Fraile, que con 1.229 m s. n. m. es la cumbre mayor. 
La conocida como Sierra del Rey se considera como una subunidad menor de este conjunto y alcanza los 972 m s. n. m. en el Cerro Castejón.